# Бой при Медыни (1812)
Бой при Медыни — бой русских войск 13 (25) октября 1812 года с французским авангардом корпуса Юзефа Понятовского под городом Медынью, Калужской губернии, повлиявший на решение императора Наполеона I Бонопарта, отступать с войсками по разорённым французами губерниям России.

## История
На следующий день, 13 (25) октября 1812 года, после сражения у Малоярославца, русская и французская армия противостояли друг против друга. Русская армия стояла в 2,5 километра к югу от Малоярославца. Квартира и штаб Наполеона I Бонапарта располагалась в избе ткача Кирсанова в селе Городня, Боровского района, в нескольких верстах от Малоярославца.
По окончании боя под Малоярославцем, для наблюдения за французскими войсками со стороны Медыни, был выслан отряд полковника Г. Д. Иловайского, в числе 3-х казачьих полков, одним из которых командовал полковник Быхалов Василий Андреевич. Одновременно, Наполеон поручил Юзефу Понятовскому разведать дорогу из Можайска на Медынь и на Калугу через не разорённые районы и рано утром сам выехал осмотреть поле сражения.
Г. Д. Иловайский узнав о движении французов двинулся им навстречу, устроил засаду в 6 верстах от Медыни и пропустив мимо себя неприятеля, неожиданно атаковал его. Император со своей свитой подвергнутый внезапному нападению казачьих отрядов, чудом избежал пленения и находясь под впечатлением произошедшего приказал своему личному врачу барону Александр-Урбэн Ивану изготовить ему яд, чтобы в случае опасности успеть покончить с собой, а не попасть в плен. Авангард корпуса Понятовского, под начальством командира полка конных егерей Императорской гвардии генерала Шарля Лефевра-Денуэтта, был совершенно разбит, около 500 убитых, в том числе генерал Лефевье, потеряно 5 орудий, захвачены обозы, было взято много французов в плен, остальные обращены в бегство. В числе пленных был генерал Тадеуш Тышкевич. Бой под Медынью показал императору Наполеону, что русские войска надёжно прикрывают южное направление и во многом повлияло на его решение отступать по разорённым районам старой Смоленской дороги, защитило Калугу, Юхнов и южные области от разорения.
Уездный предводитель дворянства Николай Хитрово сообщил калужскому губернатору о прибытии 18 октября 1812 года в Медынь главнокомандующего, князя М. И. Кутузова. За Бой под Медынью В. А. Быхалов награждён орденом Святого Георгия 4-й степени. В наградных листах записано, что Иловайский 9-й взял в плен более 300 человек и 5 пушек, а В. А. Быхалов этому способствовал.

## Памятник «Бой при Медыне»
В 1854 году, на расстоянии 1,5 км от города Медыни, на месте деревянного креста поставленного на месте сражения, был воздвигнут памятник на средства купца Николая Григорьевича Рябова, бывшего в это время Медынским городским головою.
Памятник выполнен в стиле русской архитектуры и представлял собой обелиск и состоял из трёх частей: квадратный фундамент, имевший в основании не более двух аршин, на котором был установлен кирпичный параллелепипед с равными основаниями и высотой и другой при основании 1,5 аршина и высотою 1 аршин. На последнем выложена шестигранная пирамида, на шатре поставлено железное яблоко с таким же крестом. Памятник украшают кружевные фризы, рамки, пилястры с капителями и кокошники. Иных украшений не имелось, так же не было надписей о событии и только одна икона святых угодников Карпа и Вениамина, празднуемых 13 октября, свидетельствовала о событии (убрана в Советское время). В этот день, до революции 1917 года, к памятнику совершались ежегодный крестный ход.
Памятник был разрушен фашистами в годы Великой Отечественной войны 1941—1945 годов и по решению медынского городского совета 1968 года, полностью восстановлен в 1970 году. На восстановленном памятнике установлена мемориальная табличка: «В память 13 октября 1812 года разбит отряд Наполеона под начальством гр. Тышкевича».